# Limnodynastes interioris
A Limnodynastes interioris a kétéltűek (Amphibia) osztályának békák (Anura) rendjébe, a mocsárjáróbéka-félék (Limnodynastidae) családjába, azon belül a Limnodynastes nembe tartozó faj.

## Előfordulása
Ausztrália endemikus faja. Ausztrália Új-Dél-Wales államának középső részén, a Nagy-Vízválasztó-hegységtől nyugatra és a Murray folyótól délre, valamint Victoria állam északi részén honos. Elterjedési területének mérete nagyjából 214 800 km².

## Nevének eredete
Leírói a faj nevével, a latin „interior” (belső) szóval elterjedési területére utaltak, mely inkább a kontinens belseje felé húzódik, szemben a Limnodynastes dorsalis és a Limnodynastes dumerilii fajokkal, melyek élőhelye egészen a tengerpartig terjed.

## Megjelenése
Nagy termetű békafaj, testhossza elérheti a 9 cm-t. Háta bézs vagy barna színű, rajta apró fekete foltokkal. Pofája csúcsától fekete csík indul, mely oldala felé szélesedik, felül élénk narancs vagy rézszínű. Szeme alól a válláig narancs színű sáv húzódik. Hasa sárga. Pupillája vízszintes elhelezkedésű, írisze arany színű. Mellső lábfejei úszóhártya nélküliek, hátsókat félig úszóhártya borítja. Ujjai végén nincsenek korongok.

## Életmódja
A párzás tavasztól nyárig tart, de időnként ősszel is bekövetkezhet, ha elegendő eső esik. Petéit habos petecsomókban rakja le a pocsolyák, mocsarak, elárasztott árkok vizének felszínére. Egy úszó petecsomóban akár 300 pete is lehet. Az ebihalak hossza elérheti a 9,5 cm-t, színük szürkésbarna, aranyos színű foltokkal tarkítva. Az ebihalak gyakran a víz mélyén maradnak, teljes kifejlődésük két és fél hónapot vesz igénybe.
A kifejlett példányok gyakran megfigyelhetők nyílt területeken és erdőkben. A nappali órákat és a szárazabb hónapokat a föld alatt elvermelve tölti. Megfigyelték már a homoki ásótyúk (Leipoa ocellata) által készített földhalomban elvermelve.

## Természetvédelmi helyzete
A vörös lista a nem fenyegetett fajok között tartja nyilván. A természetvédelmi tervek igyekeznek a káros hatásokat csökkenteni a Murray-Darling-medence területén. Elterjedési területén több nemzeti park is fekszik.